# 利普连市镇
利普连市镇（羅馬化：Opština Lipljan），是科索沃普里什蒂納區的一个市镇，行政中心为利普連。市镇面积为422平方公里，人口数量为57,605人（2011年）。